# Gundsømagle Kirke
Gundsømagle Kirke er en kirke i Gundsømagle nord for Roskilde.
Gundsømagle Kirke blev grundlagt i 1100-tallet. Prædikestolen er fra ca. 1610. Præstestolen er udført af Caspar Lubbeke, Roskilde, i 1657. Kalkmalerierne i koret og korbuen er fra 1100-tallet og blandt de ældste i Danmark. I skibet er der kalkmalerier fra ca. 1275. Flere er fundet i 1987. Den 21. juni 1987 opstod der brand i kirken, og kirken blev færdigrestaureret i 1992. Kirken er et besøg værd med dens meget flotte kalkmalerier.

## Historie
Kor og skib er opført omkring 1100 af frådstenskvadre, koret har haft apsis. Murværket er ret tyndt i forhold til normalt og flere steder er frådstensflager lagt i siksakforbandt. I skibets vestmur kan man fra tårnets mellemstokværk skimte et cirkelvindue med en diameter på over to meter. Begge de oprindelige døre er tilmuret, i koret har man konstateret rundbuede vinduer i murværket, det nordre er genetableret, i skibets nordmur ses et tilmuret romansk vindue. Kirken var ejet af roskildebispen til 1320, da den blev overdraget til domkapitlet. Tårnet er opført i begyndelsen af 1300-tallet, tårnets murværk har usædvanligt mange sorte bindere, i højde med skibets tagfod har tårnet et prydbånd af teglsten med stjerner og rosetter i lavt relief. I sengotisk tid fik tårnet ny overdel med blændingsprydede kamtakgavle. Tårnbuen mellem tårnrum og skib er rigt profileret. Våbenhuset er opført i sengotisk tid men fungerer nu som ligkapel.
I midten af 1400-tallet fik kirken indbygget krydshvælv. [Prædikestol]en fra 1610. I korbuen ses kalkmalerier fra o.1100, de blev afdækket og hårdt restaureret af Jacob Kornerup i 1899. Bag det nye alter, som blev opført efter branden i 1987, ses et billedtæppe udført af Berit Hjelholt i 1992, hun kalder tæppet "Agerens hunger", de indvævede motiver, en rose, et kors og en due, symboliserer jul, påske og pinse.
I 1987 opstod en mindre brand i koret, ved branden blev det tidligere alter med træpanel og altertavlen ødelagt, desuden blev kirken så tilsodet, at en totalrenovering var nødvendig. Ved branden havde de yderste kalklag løsnet sig så meget, at man kunne afdække kalkmalerier i det meste af kirken. Under renoveringen konstaterede man, at en del af træværket var tæret så meget, at det måtte udskiftes. Det gav mulighed for en dendrologisk undersøgelse, der viste, at træet var fældet i slutningen af 1000-tallet, hvorfor man daterer det første kirkebyggeri til o.1100. Under restaureringsarbejdet blev gulvet gravet op i 1½ meters dybde, her fandt man fundamenter til fire bænkerader på langs af skibet, som i Butterup Kirke, to langs væggene og to fritstående. Desuden fandt man fundamenter til to sidealtre og fundamentet til døbefonten mellem de to sidedøre.

## Kalkmalerierne
Efter branden i 1987 afdækkede man kalkmalerierne på korets nordvæg samt på skibets vægge. Kalkmalerierne i koret dateres til o.1100. Kalkmalerierne i koret kan muligvis give et fingerpeg om udsmykningen i den nu forsvundne bispekirke i Roskilde. Kalkmalerierne i skibet dateres til omkring 1275, de er meget fragmentariske men viser fornem kvalitet og fransk påvirkning, der er stiltræk fælles med kalkmalerierne i Karise Kirke, men Gundsømagle kirke er endnu ikke forsket færdig. I 1994 lod menighedsrådet i samarbejde med Nationalmuseet udarbejde en brochure, som giver en glimrende gennemgang af kirkens historie og kalkmalerierne.
Kalkmalerierne er udført mens kirken endnu havde fladt træloft, de sekundære hvælv dækker over en del af udmalingen. Restaureringen er nænsom og bevaringen er god, denne udsmykning må derfor anses for et af de fineste eksempler på tidlige kalkmalerier i Danmark. På korets nordvæg ses en udsmykning med apostle, som vender hovedet mod øst, hvor der formodentlig har været Kristus som verdensdommer, sydvæggen har formodentlig haft en tilsvarende apostelrække. Øverst på nordvæggen ses en mæanderbort. I korbuen ses dyder i medaljon, Tro, håb og kærlighed, de har formodentlig omkranset et korbuekrucifiks. De blev afdækket i 1899 og er blevet kraftigt restaureret af Kornerup, derfor den markante forskel mellem korets nye afdækning og den gamle. Kalkmalerierne i kor og korbue dateres til o.1100.
På skibets vægge ses kalkmalerier, som dateres til omkring 1275. På væggene ses Kristus frelserværk i 20 billeder, hvoraf de 13 er bevaret. Billederne er i to bånd og motiverne er adskilt med malede borter. I skibets 1.fag på sydvæggen mod øst ses øverst Hyrderne på marken, nederst ses Kongernes tilbedelse med en meget fint udført tronende Maria, mod vest ses øverst Fremstillingen i templet og nederst Barnemordet og Herodes. På nordvæggen mod øst ses øverst Korsbæringen og nederst Himmelfarten. Mod vest ses Kristus for Pilatus øverst og nederst Noli me tangere og den vantro Thomas. I skibets 2.fag på nordvæggen mod øst ses øverst Nadveren og nederst Nedfarten til dødsriget, mod vest ses øverst Indtoget i Jerusalem og nederst Gravlæggelsen. På skibets vestvæg over udgangsdøren ses Kristus med sjæle i et klæde, som er en særlig franskinspireret opfattelse af Dommedag. Her ser man ikke den dømmende Kristus med sværd men den barmhjertige Kristus med sjæle i et klæde, hvilket er en motivisk sammenblanding med Abraham, der sidder i Paradis med sjæle i et klæde, Kristus flankeres af englevagt.

## Gundsømagle atomkirkegård
Tekst mangler, hjælp os med at skrive teksten